# Тубільне князівство

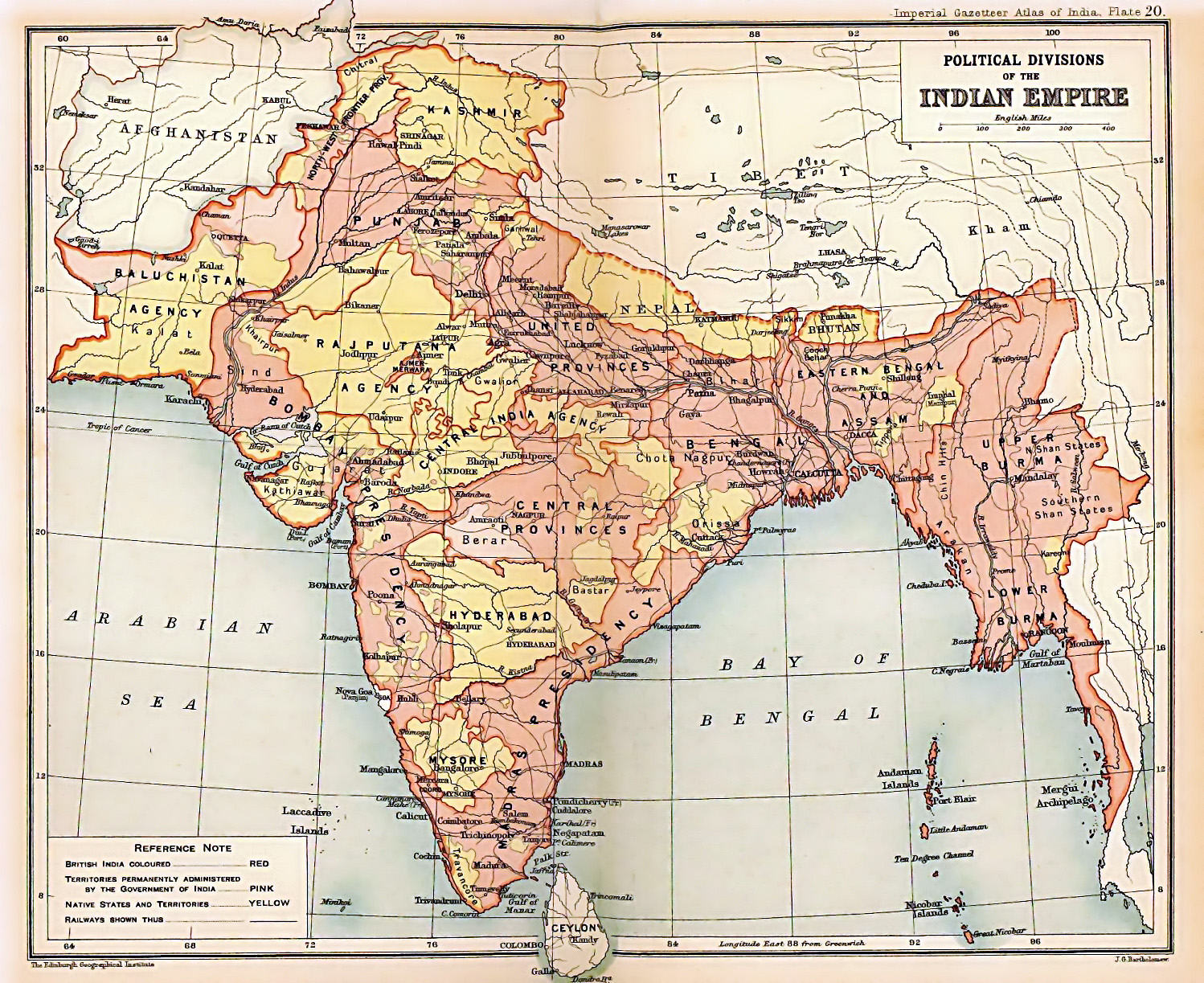
Британська Індія та тубільні князівства 1909 року (виділені жовтим).

Тубі́льне князі́вство (англ. princely state) — феодальна держава під британським протекторатом у Індостані, що адміністративно не входила до складу Британської Індії, але підпорядковувалася індійському генерал-губернатору.
На чолі князівства стояв місцевий правитель — раджа, магараджа, нізам або наваб. Князівства займали загалом близько 45 % території Індії.
Хоча історія князівських держав субконтиненту сягає, принаймні, класичного періоду історії Індії, термін князівська держава переважно застосовують до напівсуверенних князівств на Індійському субконтиненті під час британського володарювання, які не перебували під прямим управлінням з боку британців, але підкорялися непрямому управлінню з деяких питань.
1947 року, до здобуття незалежності княжі держави займали 40 % території Індії та становили 23 % її населення.
Княжі держави дуже відрізнялися статусом, розміром та багатством. 1941 року в Гайдарабаді проживало більш ніж 16 млн осіб, а в Джамму та Кашмірі — трохи більше, ніж 4 млн. Багато князівств займали територію кілька десятків квадратних кілометрів, з населенням кілька тисяч осіб. Близько двохсот менших держав навіть мали площу 25 км²..
Епоха князівств закінчилася зі здобуттям Індією незалежності 1947 року; до 1950 майже всі князівства увійшли до складу Індії або Пакистану.
Процес приєднання князівств був переважно мирним, крім випадків Джамму та Кашміру (чий правитель магараджа Харі Сінґх вибрав незалежність, але вирішив приєднатися до Індії після вторгнення базованих у Пакистані військ), штату Гайдарабад (чий правитель вибрав незалежність 1947 року, а наступного року анексований Індією в рамках операції «Поло»), Джунагадху (чий правитель Мухаммад Махабат Хан III приєднався до Пакистану, але анексований Індією) і Калату (чий правитель Мір Ахмад Яр Хан оголосив незалежність 1947 роду, а 1948 року державу приєднано до Пакистану).

## Період британського панування
Коли британці розпочали завоювання Індії, країна перебувала в стані крайньої роздробленості, викликаної падінням держави Великих Моголів. Формально правителі індійських князівств — відносно великих налічувалося близько 175, а дрібних до п'ятисот — визнавали верховенство могольського падишаха з резиденцією в Делі. У відносинах між індійськими князями існувала складна та досить заплутана ієрархія. До здобуття Індією незалежності старшим тубільним князівством вважали Гайдарабад, згодом — Удайпур.
При укладанні субсидіарного договору правитель «тубільного князівства» передавав британцям право на ведення зовнішньої політики та оборону, проте зберігав спочатку владу над своїми підданими. Маркіз Делгаузі проголосив доктрину виморочності, за якою землі бездітного чи некомпетентного князя могли окупувати британці й передати під пряме керівництво генерал-губернатора Індії. Після повстання сипаїв останнього могольського бадшаха змістили з престолу, а верховну владу передали королеві Вікторії як імператриці Індії. Її представником у країні став віце-король Індії.

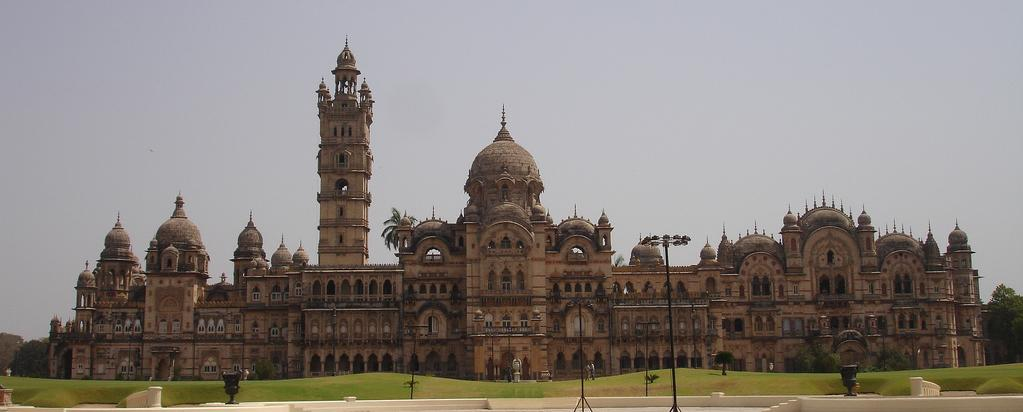
Палац князя Бароди

Усього налічувалося 601 тубільне князівство. Близько п'ятнадцяти з них можна було віднести до провідних князівств, найбільшими з яких були Гайдарабад, Джамму та Кашмір, Майсур, Траванкор, Барода, Гваліор, Індор, Кочин, Джайпур, Джодхпур, Біканер, Бхопал і Патіала. Далі йшла низка середніх князівств. Але більшість князівств (кілька сотень) були зовсім крихітними (розташовувалися вони переважно в Катхіаварі, Західній Індії та Пенджабі).
Рівень відповідного правителя відображало число пострілів у гарматному салюті, яким відзначали його прибуття до столиці Індії (див. Салютоване князівство).
Усі князівства були абсолютними монархіями, хоча в деяких на кінець колоніальної епохи було створено виборні ради з дорадчими функціями. У всіх князівствах британська влада контролювала правителя через призначення при ньому резидента або політичного агента. Найчастіше навіть міністрами князя ставали британські адміністратори.

## Розділення Британської Індії
Після набуття Індією незалежності та поділу її території (1947) на Індійський Союз та Пакистан більшість князівств приєдналися до Індійського союзу, невелика їх частина увійшла до складу Пакистану. Серйозні конфлікти виникли там, де віросповідання правителя не збігалося з віросповіданням більшості підданих — у Джамму та Кашмірі (Кашмірський конфлікт), Гайдарабаді (Операція «Поло») і Джунагадху (див. Анексія Джунагадху).

## Інтеграція князівств до складу Індії
У 1948—1949 роках створено союзи князівств, які об'єднали дрібні князівства. Князі обирали главу такого союзу зі свого середовища. Такого правителя, який отримав титул раджпрамукх, затверджував уряд Індії. Згідно з Конституцією Республіки Індії (1950), союзи князівств перетворено на штати так званої «групи Б».
1956 року прийнято «Акт про реорганізацію штатів», згідно з яким створено рівноправні штати за національним принципом та ліквідовано залишки княжої влади. Однак правителі зберегли частину володінь на правах землевласників, палаци та скарби й отримували пенсії від уряду.
1971 року було прийнято поправку до Конституції Індії, згідно з якою виплату пенсій колишнім правителям князівств припинено.
Колишні правителі великих князівств залишилися багатими людьми, вони вкладали кошти у різні галузі в Індії. Декого з них обирали депутатами індійського парламенту, вони обіймали високі державні посади, вели активну політичну діяльність у різних партіях, переважно консервативних. Вони продовжують користуватися певним становищем та впливом на колишні власні володіння. Правителі дрібних володінь залишилися на правах землевласників на належних їм землях. У віддалених регіонах, де традиції та життєві підвалини змінюються повільно, їхній авторитет дуже великий.
Єдиним князівством, яке до 1975 року зберігало повну автономію, був Сіккім (він лише надавав Індії контроль над зовнішньою політикою, обороною та зв'язком). 1975 року прем'єр-міністр Сіккіму, який перебував у опозиції до монарха (чоґ'яла) Сіккіму, звернувся до парламенту Індії з проханням про перетворення Сіккіму на штат Індії. У квітні 1975 року індійські війська окупували Сіккім, захопили його столицю Гангток і роззброїли палацову охорону. Проведено референдум, на якому 97,5 % тих, хто проголосували (при явці 59 %), висловилися за приєднання до Індії. 16 травня 1975 року Сіккім офіційно увійшов до складу Індії, монархія припинила своє існування.